# Desmogomphus paucinervis
Desmogomphus paucinervis är en trollsländeart som först beskrevs av Selys 1873.  Desmogomphus paucinervis ingår i släktet Desmogomphus och familjen flodtrollsländor. IUCN kategoriserar arten globalt som livskraftig. Inga underarter finns listade i Catalogue of Life.